# Molophilus obliviosus
Molophilus obliviosus är en tvåvingeart som beskrevs av Alexander 1953. Molophilus obliviosus ingår i släktet Molophilus och familjen småharkrankar. Inga underarter finns listade i Catalogue of Life.